# ویکرز ویرئو
ویکرز ویرئو (به انگلیسی: Vickers_Vireo) یک هواگرد ملخ‌پیشین تک‌موتوره از نوع جنگنده ساخت شرکت Vickers Ltd. است. هواگرد ویکرز ویرئو نخستین پروازش را در مارس ۱۹۲۸ میلادی انجام داد. در مجموع، تعداد ۱ فروند از این هواگرد ساخته شده‌است.